# Katharine Isabelle
Katherine Isobel Murray (Vancouver, 2 de novembro de 1981) mais conhecida pelo seu nome artístico Katharine Isabelle, é uma atriz canadense que ficou conhecida após interpretar uma adolescente que torna-se lobisomem na trilogia de filmes de terror Ginger Snaps. Katharine também esteve presente no seriado Supernatural como Ava, a partir do décimo episódio da segunda temporada, e na aclamada série Hannibal como Margot Verger, além de outras participações em filmes de terror como Freddy vs. Jason, Disturbing Behavior e no remake de Carrie.

## Biografia
Isabelle é filha de Graeme e Gail Murray, Graeme criou efeitos especiais para a série de TV The X Files. O irmão de Isabelle é escritor, ator e diretor, ele se chama Joshua Murray.
Isabelle começou a atuar muito cedo, fazendo peças e participando dos filmes Cousins e Cold Front, e em um episódio de MacGyver. Isabelle mais tarde teve o papel de protagonista no filme Ginger Snaps. Ela ganhou o prêmio de Melhor atriz coadjuvante em uma mini-série para o The Englishman's Boy no Gemini Awards de 2008.

## Filmografia

### Filmes
| Ano  | Título                                 | Papel                           | Notas     |
| ---- | -------------------------------------- | ------------------------------- | --------- |
| 1989 | Cousins                                | Chloe Hardy                     |           |
| 1989 | Cold Front                             | Katie McKenzie                  |           |
| 1989 | The Last Winter                        | Winnie Jamison                  |           |
| 1989 | Immediate Family                       | Menina no aniversário de Carrie |           |
| 1990 | Last Train Home                        | Sarah Bradshaw                  | Telefilme |
| 1990 | Burning Bridges                        | Emily Morgan                    | Telefilme |
| 1991 | Yes, Virginia, There Is a Santa Claus  | Virginia O'Hanlon               | Telefilme |
| 1992 | Knight Moves                           | Erica Sanderson                 |           |
| 1996 | Salt Water Moose                       | Josephine 'Jo' Parnell          |           |
| 1996 | Prisoner of Zenda, Inc.                | Fiona                           | Telefilme |
| 1996 | Titanic                                | Ophelia Jack                    | Telefilme |
| 1997 | Married to a Stranger                  | Lacey Potter                    | Telefilme |
| 1998 | Disturbing Behavior                    | Lindsay Clark                   |           |
| 1998 | Voyage of Terror                       | Aly Tauber                      | Telefilme |
| 2000 | Snow Day                               | Marla                           |           |
| 2000 | Ginger Snaps                           | Ginger                          |           |
| 2001 | A Shot in the Face                     | Erin                            |           |
| 2001 | Josie and the Pussycats                | Garota rindo                    |           |
| 2001 | Bones                                  | Tia                             |           |
| 2001 | Turning Paige                          | Paige Fleming                   |           |
| 2002 | Insomnia                               | Tanya Francke                   |           |
| 2002 | Due East                               | Reba                            | Telefilme |
| 2002 | The Secret Life of Zoey                | Kayla                           | Telefilme |
| 2002 | Carrie                                 | Tina Blake                      | Telefilme |
| 2003 | Freddy vs. Jason                       | Gibb                            |           |
| 2003 | Falling Angels                         | Lou Field                       |           |
| 2003 | On the Corner                          | Stacey Lee                      |           |
| 2004 | Ginger Snaps 2: Unleashed              | Ginger Fitzgerald               |           |
| 2004 | Spooky House                           | Mona                            |           |
| 2004 | The Last Casino                        | Elyse                           | Telefilme |
| 2004 | Ginger Snaps Back                      | Ginger                          |           |
| 2004 | The Life                               | Amber Reilly                    | Telefilme |
| 2004 | Show Me                                | Jenna                           |           |
| 2004 | Earthsea                               | Yarrow                          | Telefilme |
| 2006 | Eight Days To Live                     | Lucinda                         | Telefilme |
| 2006 | Engaged to Kill                        | Maddy Lord                      | Telefilme |
| 2006 | Everything's Gone Green                | Heather                         |           |
| 2006 | Rapid Fire                             | Amber                           | Telefilme |
| 2008 | Ogre                                   | Jessica                         | Telefilme |
| 2008 | Another Cinderella Story               | Bree Blatt                      | Vídeo     |
| 2008 | Mail Order Bride                       | Jen                             | Telefilme |
| 2009 | Favourite People List                  | Denise Moynahan                 | Curta     |
| 2009 | Killer Hair                            | Cherise                         | Telefilme |
| 2009 | Hostile Makeover                       | Cherise Smithsonian             | Telefilme |
| 2009 | Rampage                                | Funcionária                     |           |
| 2009 | Beyond Sherwood Forest                 | Alina                           | Telefilme |
| 2010 | Sins of the Mother                     | Ivy                             | Telefilme |
| 2010 | Frankie and Alice                      | Paige                           |           |
| 2010 | Hard Ride to Hell                      | Kerry                           | Vídeo     |
| 2010 | 30 Days of Night: Dark Days            | Stacey                          | Vídeo     |
| 2010 | Smoke Screen                           | Wife                            | Telefilme |
| 2012 | Random Acts of Romance                 | Bud                             |           |
| 2012 | American Mary                          | Mary Mason                      |           |
| 2012 | The Movie Out Here                     | Danielle                        |           |
| 2013 | Goodnight for Justice: Queen of Hearts | Lucy Truffaut                   | Telefilme |
| 2013 | Victims                                | Lindsay                         |           |
| 2013 | 13 Eerie                               | Megan                           |           |
| 2013 | Torment                                | Sarah Morgan                    |           |
| 2013 | The Spirit Game                        | Kate Fox                        | Curta     |
| 2014 | See No Evil 2                          | Tamara                          |           |
| 2015 | 88                                     | Gwen                            |           |
| 2015 | The Girl In The Photographs            | Janet                           |           |
| 2015 | How to plan an Orgy in a small twon    | Alice Salomão                   |           |
| 2016 | Countdown                              | Julia Blaker                    |           |
| 2016 | A.R.C.H.I.E.                           | Brooke                          |           |
| 2018 | Bad Times at the El Royale             | Tia Ruth Pugh                   |           |

### Televisão
| Ano  | Título                    | Papel                         | Notas                                                           |
| ---- | ------------------------- | ----------------------------- | --------------------------------------------------------------- |
| 1989 | MacGyver                  | Violet                        | Ep: "The Madonna"                                               |
| 1990 | Neon Rider                | Maxine 'Max' Forrest          | Ep: "Running Man"                                               |
| 1992 | The Ray Bradbury Theater  | Mink                          | Ep: "Zero Hour"                                                 |
| 1995 | Children of the Dust      | Rachel (jovem)                | Minissérie                                                      |
| 1995 | Lonesome Dove: The Series | Francis Maitland              | Ep: "Rebellion"                                                 |
| 1996 | Goosebumps                | Kat Merton                    | Ep: "It Came from Beneath the Sink"                             |
| 1997 | Madison                   | Allysia Long                  | 4 episódios                                                     |
| 1998 | The X-Files               | Lisa Baiocchi                 | Ep: "Schizogeny"                                                |
| 1998 | Da Vinci's Inquest        | Audrey                        | Eps: "Little Sister: Part 2", "Little Sister: Part 3"           |
| 1998 | First Wave                | Elizabeth                     | Ep: "Book of Shadows"                                           |
| 1999 | First Wave                | Denise                        | Ep: "The Channel"                                               |
| 1999 | Da Vinci's Inquest        | Madeline Marquetti            | Eps: "A Cinderella Story: Part 1", "A Cinderella Story: Part 2" |
| 1999 | The Net                   | Malika                        | Ep: "In Dreams"                                                 |
| 2000 | The Fearing Mind          | Josie Hogan                   | Ep: "Good Harvest"                                              |
| 2001 | The Immortal              | Taurez                        | Ep: "Wired"                                                     |
| 2001 | The Chris Isaak Show      | Melissa                       | Ep: "Smackdown"                                                 |
| 2001 | Night Visions             | Vicki                         | Ep: "Rest Stop"                                                 |
| 2002 | The Outer Limits          | Tammy Sinclair                | Ep: "Dark Child"                                                |
| 2002 | Mentors                   | Anne Sullivan                 | Ep: "Breakthrough"                                              |
| 2002 | John Doe                  | Shayne Pickford               | Ep: "Blood Lines"                                               |
| 2003 | Smallville                | Sara Conroy                   | Ep: "Slumber"                                                   |
| 2004 | The Eleventh Hour         | Petrel                        | Ep: "Stormy Peterel"                                            |
| 2005 | Young Blades              | Celeste La Rue                | Ep: "To Heir is Human"                                          |
| 2006 | Stargate SG-1             | Valencia                      | Ep: "Camelot"                                                   |
| 2006 | Reunion                   | Courtney                      | Ep: "1998"                                                      |
| 2007 | Supernatural              | Ava Wilson                    | Eps: "Hunted", "All Hell Breaks Loose"                          |
| 2008 | Psych                     | Sigrid                        | Ep: "Black and Tan: A Crime of Fashion"                         |
| 2008 | The Englishman's Boy      | Norma Carlyle                 | Minissérie                                                      |
| 2008 | Sanctuary                 | Sophie                        | Ep: "Nubbins"                                                   |
| 2009 | Heartland                 | Mindy Fanshaw                 | Ep: "Starstruck!"                                               |
| 2009 | The L Word                | Marci Salvatore               | Ep: "Leaving Los Angeles"                                       |
| 2009 | The Assistants            | Paulette Reubin               | Ep: "The Bully"                                                 |
| 2009 | The Good Wife             | Cindy Lewis                   | Ep: "Piloto"                                                    |
| 2011 | Health Nutz               | Jennifer                      | Eps: "The Local Hero", "The Sponsor"                            |
| 2011 | Endgame                   | Danni                         | 13 episódios                                                    |
| 2012 | Flashpoint                | Maddie                        | Ep: "Run To Me"                                                 |
| 2013 | Motive                    | Leanne                        | Ep: "Pushover"                                                  |
| 2013 | Eve of Destruction        | Calla                         | Eps: "Night 1", "Night 2"                                       |
| 2013 | Being Human               | Susanna Waite / Suzanna Waite | 3 temporada 3 episódios e na 4 temporada ate o episodio 10      |
| 2013 | Cedar Cove                | Cecilia                       | Ep: "Piloto"                                                    |
| 2014 | Psych                     | Priscilla Morganstern         | Ep: Cloudy with a chance for improvement                        |
| 2015 | Rookie Blue               | Detetive Frankie Anderson     | séries de TV                                                    |
| 2017 | Rosewood                  | Naomi                         | Ep; Puffer Fish & Personal History                              |
| 2017 | The Arrangement           | Hope                          | Ep: 1, 2, 3, 4, 5, 6 e 8                                        |